# Raye (sångare)
Rachel Agatha Keen, professionellt känd som Raye, född 24 oktober 1997 i Tooting i Wandsworth i södra London, är en brittisk sångerska och låtskrivare. 
Hon är bland annat känd för att ha medverkat på låtarna "By Your Side" (av Jonas Blue) och "You Don't Know Me" (av Jax Jones), båda från 2016. År 2017 rankades Raye på tredje plats på BBCs, Sound of 2017 som listar nya musiklöften.